# آلیان

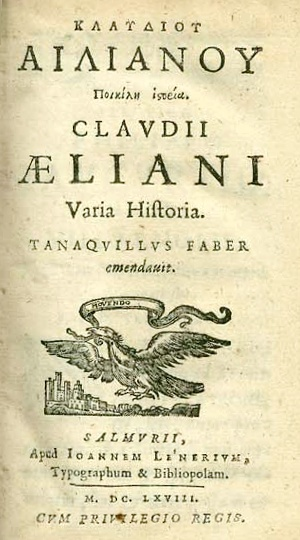
صفحۀ نخست کتاب Varia Historia، چاپ ۱۶۶۸ م.

کلودیوس الیانوس یا الیان یا آلیان (Claudius Aelianus) (تقریباً از ۱۷۵ تا حدود ۲۳۵ میلادی)، نویسندهٔ رومی، وی یونانی را به طرز فصیحی صحبت می‌کرد، تا آن اندازه که به "شیرین سخن" ملقب شده بود. وی با اینکه در روم متولد شده بود، ولی نویسندگان یونانی را ترجیح می‌داد و خودش نیز به یک گویش قدیمی یونانی مطلب می‌نوشت. دو اثر عمدهٔ او یکی "در طبیعت حیوانات" یا "در خصوصیات حیوانات" است و دیگری "Varia Historia".
این دو اثر عمدهٔ وی از چند لحاظ ارزشمند هستند، یکی به علت دارا بودن نقل قول‌های فراوانی از آثار نویسندگان پیش از وی - که اگر توسط وی نقل نمی‌شدند، بدون شک به دست ما نمی‌رسیدند - و دیگری به این خاطر که برداشت‌های عجیب، شگفت انگیز و غیرمنتظره‌ای را دربارهٔ جهان بینی یونانی و رومی باعث می‌شود و در این خصوص خوانندهٔ امروزی را به نتایج و نظرات غیرمنتظره‌ای می‌رساند.
"در طبیعت حیوانات" مجموعه‌ای است کنجکاوانه در ۱۷ کتاب که شامل داستان‌ها و حکایات کوتاه از تاریخ طبیعی می‌شود، داستان‌هایی که گاهی با دیدی انتخاب شده‌اند تا درس‌هایی اخلاقی و نمادین (تمثیلی) بدهند و گاهی هم فقط به این دلیل روایت می‌شوند که بسیار جالب و سرگرم کننده‌اند. اثر دیگر نویسنده، Varia Historia جُنگی است (مجموعه‌ای، گلچینی ادبی) از داستان‌های کوتاه و گیرا و روایت‌ها و سرگذشت‌های زندگی‌نامه‌ای (بیوگرافیکال، زندگینامه وار)، فهرست‌ها، ضرب‌المثل‌های پرمغز و سودمند و توصیفات عجایب طبیعی و آداب و رسوم و آئین‌های عجیب محلی و منطقه‌ای، این مجموعه در ۱۴ کتاب تهیه شده‌است و دربردارندهٔ داستان‌ها و روایات گوناگون دربارهٔ فیلسوفان، شاعران، تاریخدانان و نمایشنامه نویسان یونانی و اساطیر یونانی می‌شود که بازگویی شده‌اند. کلمهٔ گوناگون که به کار رفته (various)، شامل قهرمانان، فرمانروایان و حاکمان، پهلوانان، خردمندان، حکایت‌ها و توضیحاتی در خصوص خوردنی‌ها و آشامیدنی‌ها، طرق مختلف لباس پوشیدن، آداب و رسوم محلی در دادن هدیه به یکدیگر یا دربارهٔ سرگرمی‌ها و مشغولیت‌های گوناگون مردمان یا عقاید و باورهای دینی و مذهبی و آداب و رسوم تشییع و تدفین در فرهنگ‌ها و تمدن‌های مختلف و نوشته‌ها و اظهارنظرهایی دربارهٔ نقاشی یونانی می‌شود. این دو اثر، معروف‌ترین و شناخته شده‌ترین آثار وی هستند، وی برخی آثار و نوشته‌های کمتر شناخته شده هم دارد.